# Dieter Ludwig

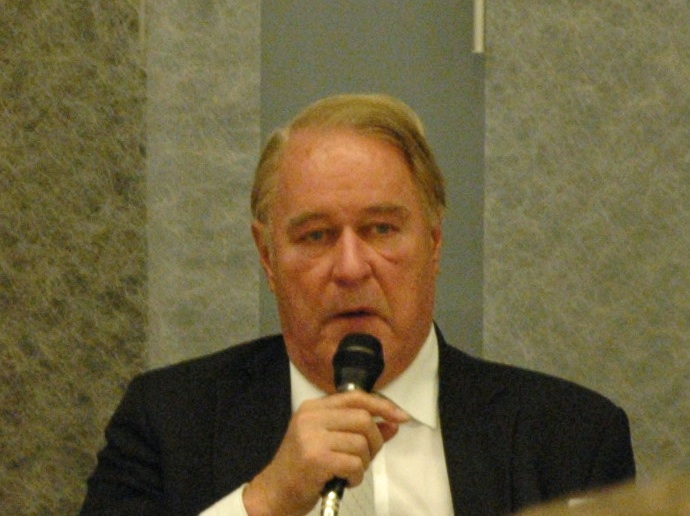
Dieter Ludwig bei einer Podiumsdiskussion in Güglingen (2011)

Dieter Ludwig (* 15. Juli 1939 in Dortmund; † 16. Juli 2020 in Ettlingen) war ein deutscher Ingenieur, der als langjähriger Leiter der Verkehrsbetriebe Karlsruhe, der Albtal-Verkehrs-Gesellschaft, der Karlsruher Schieneninfrastruktur-Gesellschaft und des Karlsruher Verkehrsverbundes maßgeblich die Entwicklung des Öffentlichen Personennahverkehrs in Karlsruhe prägte. Über die Grenzen der Region hinaus bekannt wurde er als Initiator des Karlsruher Modells. Aufgrund seines konsequenten Einsatzes für die Straßenbahn und seiner großen Verdienste um dieses Verkehrsmittel gilt er als deutscher „Straßenbahnpapst“.

## Leben
Dieter Ludwig kam nach eigenen Angaben „im Zug vor dem Einfahrsignal von Dortmund“ zur Welt. Aufgewachsen und zur Schule gegangen ist er hingegen in Mannheim. Nach dem Abitur am Karl-Friedrich-Gymnasium Mannheim studierte er an der TH Karlsruhe Bauingenieurwesen und wurde Mitglied der Akademischen Verbindung Palato-Sinapia, die sein Großvater mitgegründet hatte.
Bereits während seines Studiums arbeitete er als Aushilfsschaffner und -fahrer. Direkt nach dem Studium, das er mit der Diplomhauptprüfung am 15. Januar 1964 abschloss, bekam er einen Vertrag bei der Albtal-Verkehrs-Gesellschaft (AVG); ab 1965 absolvierte er zudem ein Referendariat bei der Deutschen Bundesbahn, das er am 7. Juli 1967 abschloss.
Bereits im selben Jahr übernahm Dieter Ludwig bei der AVG die Funktion des Obersten Betriebsleiters, ab 1972 war er zudem Betriebsleiter der Verkehrsbetriebe Karlsruhe (VBK). 1976 wurde er zum Leiter der VBK ernannt, 1978 darüber hinaus zum Geschäftsführer der AVG. Bei dem 1993 gegründeten Karlsruher Verkehrsverbund und der 2003 ins Leben gerufenen Karlsruher Schieneninfrastruktur-Gesellschaft hatte er ebenfalls die Geschäftsführung inne. Alle Positionen bekleidete Dieter Ludwig bis zu seinem Ausscheiden in den Ruhestand im Jahr 2006.
Von 1995 bis 2003 war er zudem Präsident des Verbandes Deutscher Verkehrsunternehmen.
Ludwig verstarb am 16. Juli 2020.

## Öffentliches Wirken
Dieter Ludwig war durch seinen unermüdlichen Einsatz für den Ausbau des Schienenverkehrs in einem vergleichsweise kleinen Ballungsraum wie Karlsruhe bekannt. So war der Neubau der nichtbundeseigenen Bahnstrecke nach Ittersbach in der ersten Hälfte der 1970er Jahre ein Novum, denn vergleichbare Strecken wurden im Rahmen des Rückzugs der Bahn „aus der Fläche“ vielerorts stillgelegt. Auch der schon in den 1970er und 1980er Jahren konsequent vorangetriebene Ausbau der Straßenbahn – also zu einer Zeit, als dieses Verkehrsmittel in vielen Städten noch als Auslaufmodell galt – machte Dieter Ludwig weit über Karlsruhe hinaus bekannt. Die weltweite Renaissance der Straßenbahn ist von daher zum nicht geringen Teil auf sein vorbildliches Wirken in Karlsruhe zurückzuführen.

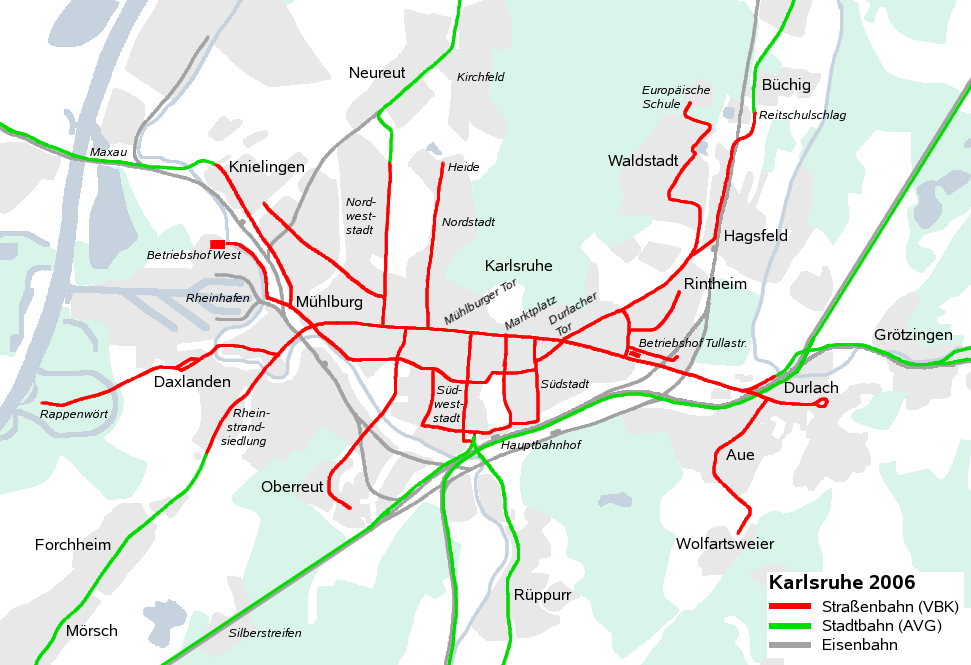
Streckennetz Karlsruhe (2006)

Mit der Entwicklung des Karlsruher Modells, also der Verknüpfung des Straßenbahnnetzes mit dem Netz der heutigen Deutschen Bahn, damals noch Deutsche Bundesbahn, mittels Zweisystem-Stadtbahnwagen, trug Dieter Ludwig wesentlich zur positiven Weiterentwicklung des Nahverkehrs bei, da auf diese Weise umsteigefreie und somit für Reisende attraktive Verbindungen von der Region bis in die Fußgängerzone angeboten werden. Das führte zu erheblichen Fahrgastzuwächsen. 1992 ging mit der Verbindung von Karlsruhe nach Bretten die erste derartige Stadtbahnlinie in Betrieb. Der große Erfolg des Stadtbahnbetriebs auf der Kraichgaubahn beeinflusste auch die Ausgestaltung der Regionalisierung des SPNV im Rahmen der Bahnreform Anfang der 1990er Jahre.

## Auszeichnungen
- 1993: Heinrich-Hertz-Preis der Badenwerkstiftung[11]
- 1994: Verdienstmedaille des Landes Baden-Württemberg
- 1998: Ehrendoktor der Universität Karlsruhe[11]
- 2006: Ehrenbürger der Stadt Karlsruhe
- 2006: Beuth-Ehrenmedaille der Deutschen Maschinentechnischen Gesellschaft
- 2006: Ehrenpreis des Deutschen Schienenverkehrs-Preises des Deutschen Bahnkunden-Verbandes
- 2012: Fahrgastpreis des Fahrgastverbandes Pro Bahn für sein Lebenswerk
- Bundesverdienstkreuz

## Zitate
- „Wir müssen die Bahn zu den Menschen bringen, sie dort abholen, wo sie leben und sie dahin bringen, wo sie hinwollen.“[12] Leitspruch zum Ausbau des öffentlichen Personennahverkehr in Karlsruhe